# United Airlines
United Airlines, Inc., ali samo "United" je velika ameriška letalska družba s sedežem v Čikagu, Illinois. Velja za največjo letalsko družbo po številu destinacij (375). Najbolj prometno letališče družbe je Houstonsko letališče George Bush Intercontinental Airport. United Airlines trenutno zaposluje okrog 84 000 delavcev in ima v floti okrog 700 letal, več letal ima samo družba American Airlines. 
Leta 2010 se je United združil z družbo Continental Airlines v United Continental Holdings. Od združitve se je spremenil logotip in obarvanost letal. 
United Airlines je bila ena od ustanoviteljic zveze letalskih družb Star Alliance, katere član je pozneje postala tudi slovenska Adria Airways.
Glavni konkurenti družbe so American Airlines, Delta Air Lines in Southwest Airlines.